# Kristin Hammarström
Anna Kristin Hammarström, född 29 mars 1982 i Glanshammars församling, Örebro län,  är en svensk före detta fotbollsmålvakt.
Hon spelade senast i Kopparbergs/Göteborg FC, dit hon först gick inför säsongen 2011 efter att ha spelat i KIF Örebro DFF sedan säsongen 1999. Hammarström slutade som aktiv fotbollsspelare i januari 2014 och arbetade som målvaktstränare i Rynninge IK. Andra halvan av säsongen 2015 var hon reservmålvakt i Kopparbergs/Göteborg FC med anledning av skadad ordinarie målvakt i laget.
Hammarström har även spelat i landslaget.
Hon är tvillingsyster till fotbollsspelaren Marie Hammarström.